# Шарл Франсоа Димурје
Шарл Франсоа Димурје (фр. Charles-François Dumouriez; 25. јануар 1739 – 14. март 1823) је био француски генерал и политичар.

## Биографија
Димурје је рођен у Камбреу у северној Француској. Уочи Француске револуције, Димурје је у рангу генерал-мајора. Почиње да се бави политиком након избијања Револуције. Марта 1792. године постаје министар спољних послова, а затим је накратко обављао функцију министра рата. Налазио се на челу Северне армије у Француским револуционарним ратовима. Одбио је Прусе код Валмија 1792. године, али није предузео гоњење. Дана 6. новембра 1792. године тукао је Аустријанце код Жемапа, али ни тада није довршио победу. Покушај заузимања Холандије завршен је неуспехом. Пораз код Нервиндена 18. марта 1793. године потпуно га је компромитовао. Решен на издају, покушао је да Аустријанцима преведе читаву армију како би преко њих рестаурирао монархију. Наишавши на отпор трупа, једва је успео да сам прибегне непријатељу. Од 1804. године је живео у Британији са пензијом британске владе. Умро је 1823. године у Турвилу.